# Laura Curtis Bullard
Laura Curtis Bullard (n. 1831 – d. 1912) a fost o  scriitoare americană și activistă pentru drepturile femeilor. Ea a fondat un ziar numit The Ladies' Visitor, and Drawing Room Companion și a publicat două romane pe teme legate de drepturile femeilor, dintre care cel mai cunoscut este Christine: or, Woman's Trials and Triumphs. A fost aleasă secretară corespondentă a National Woman Suffrage Association, condusă de Elizabeth Cady  Stanton (reformatoare socială și conducătoare a mișcării de obținere a dreptului femeilor la vot în SUA) și Susan B. Anthony, la ședința ei de constituire. Ea i-a succedat lui Elizabeth Stanton ca redactor al publicației The Revolution, un ziar care milita pentru drepturile femeilor, fondat de Stanton și Anthony.

## Primii ani
Laura Jane Curtis s-a născut în Freedom, Maine, pe 21 noiembrie 1831, fiind cel mai mare dintre cei cinci copii ai lui Lucy Winslow Curtis și Jeremiah Curtis. Tatăl ei era un aboliționist care s-a îmbogățit prin înființarea unei societăți în Bangor, Maine, unde familia s-a mutat, care a produs Mrs. Winslow's Soothing Syrup, un tonic bazat pe morfină. În 1859 Laura s-a căsătorit cu Enoh Bullard, un angajat în compania familiei ei, care a devenit mai târziu președintele acesteia.

## Cariera
Bullard a publicat două romane despre femei care și-au realizat o carieră fără a depinde de bărbați. În 1854, când avea vârsta de 23 de ani, Bullard a publicat anonim romanul Now-a-days!, în care eroina, care provine dintr-o familie înstărită, respinge o propunere în căsătorie și se mută într-o zonă îndepărtată din Maine pentru a-și câștiga existența ca profesoară.
În 1856 Bullard a publicat sub nume propriu romanul Christine: or, Woman's Trials and Triumphs, în care eroina respinge un pretendent cu reputație proastă, devine o oratoare pentru drepturile femeilor, fondează o casă pentru femeile muncitoare sărace și adoptă o fiică.
Bullard a fondat și a redactat, de asemenea, un ziar din New York intitulat The Ladies' Visitor, and Drawing Room Companion, pe care l-a publicat lunar din 1855 până când a devenit gravidă în 1861.
Bullard a fost una dintre cele mai vechi membre ale Sorosis, o societate literară și profesională a femeilor, care a fost fondată în 1868. Ea a devenit secretar corespondent al National Woman Suffrage Association, organizație condusă de Elizabeth Cady Stanton și Susan B. Anthony, de la ședința de constituire din 1869. A scris articole pentru The Revolution, ziarul săptămânal pentru drepturile femeilor fondat în 1868 de Stanton și Anthony. În 1870 a fondat Brooklyn Women's Club, împreună cu prietena ei, Elizabeth Tilton, redactor al secțiunii de poezie a ziarului The Revolution și soția lui Theodore Tilton, redactor-șef al ziarului liberal newyorkez Independent.
În mai 1870 Bullard i-a succedat lui Stanton ca redactor al ziarului The Revolution. Sub conducerea ei ziarul a dezvoltat un stil mai puțin conflictual și a fost orientat mai mult spre literatură, dar a continuat să se concentreze pe problemele femeilor.
Când Bullard a preluat conducerea ziarului, publicația pierdea bani și nu se putea întreține din abonamente. Ea a încercat să crească veniturile, inclusiv prin publicarea mai multor reclame. Stanton și Anthony refuzaseră să accepte publicitatea pentru medicamentele brevetate, dar Bullard a publicat anunțuri de acest tip, inclusiv pentru produse vândute de familia ei.
În decembrie 1870 Bullard a plecat în Europa, cu fiul ei și cu bătrânii părinți, dar a continuat să redacteze ziarul din străinătate. După ce a redactat The Revolution timp de 18 luni, Bullard și-a dat demisia în octombrie 1871, invocând dificultatea redactării ziarului din Europa.
Ziarul a publicat ultimul său număr după mai puțin de patru luni.
În ianuarie 1871 trei ziare din New York au răspândit zvonuri despre o relație între Bullard și Theodore Tilton, care se presupune că a plecat în Europa pentru a i se alătura. Ambele părți au negat zvonurile, care nu au fost niciodată dovedite. Bullard a rămas prietenă cu Elizabeth Tilton, după ce zvonurile au fost publicate.
După ce a părăsit The Revolution Bullard a continuat să fie prietenă cu Stanton, care a vizitat-o frecvent, și ea a continuat să sprijine campania pentru drepturile femeilor. Și-a dedicat o mare parte din ultima parte a vieții pentru încurajarea scriitorilor și reformatorilor sociali atât în SUA, cât și în Europa. A corespondat cu Walt Whitman și l-a primit în casa ei pe Oscar Wilde atunci când el a vizitat SUA. Laura Bullard a publicat mai multe eseuri și a tradus din limba germană trei romane, dar activitatea ei ca scriitoare s-a încheiat. Bullard a murit pe 19 ianuarie 1912.

## Legături externe
- Opere de sau despre Laura Curtis Bullard la Internet Archive